# Schwarze Katze (Kartenspiel)

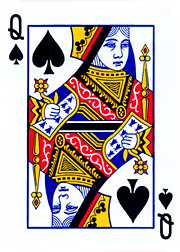
Die Pik-Dame ist die schwarze Katze, schleichende Johanna oder Black Lady

Die schwarze Katze oder Die schleichende Johanna ist ein Kartenspiel für drei oder mehr Personen. In Großbritannien ist dieses Spiel seit Anfang des 20. Jahrhunderts als Black Lady bekannt und wird in vielen Variationen gespielt, siehe Hearts. Es zählt im weiteren Sinne zu den vielen verschiedenen Whist-Varianten.

## Die Regeln

### Vorbereitungen
Man spielt mit einem Paket französischer Spielkarten zu 52 Blatt.
Jeder Spieler erhält gleich viele Karten; es werden alle Karten ausgeteilt. Bei neun Spielern würde jeder Teilnehmer fünf Karten erhalten und sieben Karten würden übrigbleiben – in diesem Fall werden daher vor Beginn der Partie die sieben niedrigsten Karten (♣ 2, ♦ 2, ♠ 2, ♣ 3, ♦ 3, ♠ 3, ♣ 4) beiseitegelegt; Herz-Karten bleiben jedoch alle im Spiel.
Ist das Paket entsprechend der Spielerzahl verkürzt, wird gemischt, abgehoben und geteilt.

### Das Spiel
Der Spieler links vom Geber ist Vorhand und spielt zum ersten Stich aus. Er darf jede beliebige Karte spielen (siehe aber Regelvarianten).
Man muss Farbe bekennen, braucht aber nicht zu stechen. Wer die ausgespielte Farbe nicht besitzt, kann – da diese Karten Minuspunkte bringen – die Pik-Dame oder eine Herz-Karte abwerfen.
Es gibt keine Trumpffarbe; die Karten rangieren in der üblichen Ordnung: das Ass sticht den König, dieser die Dame usw.

### Die Abrechnung
- Wer keinen Stich macht, erhält 50 Pluspunkte.
- Wer die Pik-Dame in seinen Stichen hält, erhält 40 Minuspunkte.
- Die in den Stichen enthaltenen Herzkarten werden wie folgt bewertet:
  - die Zahlenkarten Zwei bis Neun zählen zwei bis neun Minuspunkte,
  - Zehner und Bildkarten jeweils zehn Minuspunkte,
  - das Herz-Ass elf Minuspunkte (manchmal auch nur zehn).

Insgesamt werden daher in einem Spiel 135 (bzw. 134) Minuspunkte vergeben.

### Die Partie
Nach einer im Voraus festgelegten Anzahl von Spielen, meist fünf bis zehn, ist die Partie beendet.
Der Spieler mit den wenigsten Schlechtpunkten ist Sieger.

## Regelvarianten
Im Regelbuch der Firma Piatnik findet sich weiters die Regel, dass eine Herzkarte erst dann als erste Karte zu einem Stich ausgespielt werden darf, wenn der Spieler keine Karte in einer anderen Farbe mehr in der Hand hält.
Darüber hinaus sind vielerlei Variationen bei der Abrechnung in Gebrauch, z. B. kann ein „Durchmarsch“ (bei Hearts auch „den Mond abschießen“ genannt) belohnt werden.